# Art LaFleur
Pour les articles homonymes, voir Lafleur.
Art LaFleur est un acteur américain, né le 9 septembre 1943 à Gary, dans l'Indiana (États-Unis) et mort le 17 novembre 2021 à North Hollywood.

## Filmographie
- 1978 : Rescue from Gilligan's Island (en) (TV) : Ivan
- 1980 : The Hollywood Knights de Floyd Mutrux : Thomas
- 1980 : Ça va cogner (Any Which Way You Can) : Baggage Man #2
- 1982 : Jekyll and Hyde... Together Again : Clock Repairman
- 1982 : Rue de la sardine (Cannery Row) de David S. Ward : Doorman
- 1982 : Lois Gibbs and the Love Canal (TV) : Homeowner
- 1982 : I Ought to Be in Pictures : Baseball Fan
- 1982 : In the Custody of Strangers (TV) : Clifford
- 1982 : Two of a Kind (TV) : Cook
- 1983 : Big Ball : Farley
- 1983 : Sometimes I Wonder (TV) : Joe
- 1983 : The Invisible Woman (TV) : Phil
- 1983 : Who Will Love My Children? (en) (TV) : Krause
- 1983 : Wargames : Guard
- 1983 : Emergency Room (TV) : Colon
- 1984 : Faut pas en faire un drame (Unfaithfully Yours) : Desk Sergeant
- 1984 : Péchés de jeunesse (Sins of the Past) (TV)
- 1984 : Haut les flingues ! (City Heat) : Bruiser
- 1985 : Trancers : McNulty
- 1985 : L'Homme à la chaussure rouge (The Man with One Red Shoe) de Stan Dragoti : CIA Agent
- 1986 : Verdict (The Penalty Phase) (TV) : Pete Pavlovich
- 1986 : Le Cinquième missile (The Fifth Missile) (TV) : 'Animal' Meslinsky
- 1986 : A Winner Never Quits (en) (TV) : John Stewart
- 1986 : Zone Troopers : Mittens
- 1986 : Cobra : Captain Sears
- 1986 : Say Yes : Ernest
- 1986 : Little Spies (TV) : Sergeant Westwood
- 1987 : The Three Kings (TV)
- 1988 : Keaton's Cop
- 1988 : The Wrong Guys (en) de Danny Bilson : Woody Winslow
- 1988 : Le Blob (The Blob) : Pharmacist / Mr. Penny
- 1988 : Le Sang du châtiment (Rampage) : Mel Sanderson
- 1989 : Jusqu'au bout du rêve (Field of Dreams) : Chick Gandil (1B)
- 1990 : Air America : Jack Neely
- 1990 : Coups pour coups (Death Warrant) : Sgt. DeGraf
- 1990 : Testing Dirty (TV) : Mr. Stone
- 1991 : L'embrouille est dans le sac (Oscar) : Officer Quinn
- 1991 : Trancers II : Old McNulty
- 1992 : Live! From Death Row (TV) : Lockart
- 1992 : Mr. Baseball (Mr. Baseball) : Skip
- 1992 : Forever Young : Alice's Father
- 1992 : Le Rebelle : Inspecteur Bussy Barrell
- 1993 : Jack l'ours (Jack the Bear) : Mr. Festinger
- 1993 : Le Gang des champions (The Sandlot) : The Babe
- 1993 : Silent Rain : Coach Weber
- 1994 : Maverick : Poker Player
- 1994 : En avant, les recrues ! (In the Army Now) : 1st Sgt. Brandon T. Williams
- 1995 : Le Maître des lieux (Man of the House) : Red Sweeney (Silver Fox)
- 1996 : Président junior (First Kid) de David M. Evans : Morton
- 1997 : Running Time : Warden
- 1997 : Hijacking Hollywood : Eddie
- 1997 : Lewis & Clark & George (en) de Rod McCall : Fred
- 1998 : Tycus (vidéo) : Shyler
- 1998 : The Garbage Picking Field Goal Kicking Philadelphia Phenomenon (en) de Tim Kelleher (TV) : Gus Rogenheimer
- 1998 : L'As des as (Best of the Best: Without Warning) : Big Joolie
- 1999 : Last Chance : Jimmy
- 2000 : Les Remplaçants (The Replacements) : Banes
- 2001 : Beethoven 4 (Beethoven's 4th) (vidéo) : Sgt. Rutledge
- 2002 : Hyper Noël (The Santa Clause 2) : Tooth Fairy
- 2003 : Nines : Rock
- 2004 : Call Waiting : Director
- 2004 : Cut and Run : T. Ray
- 2004 : Comme Cendrillon (A Cinderella Story) : Coach
- 2004 : Breaking the Fifth : Abraham Polinskiky
- 2005 : Otage (Hostage) : Bill Jorgenson
- 2009 : War Wolves de Michael Worth